# 궁 (장기)
궁(宮) 또는 장(將)은 장기에 사용되는 기물 중 하나이다. 기물의 표기는 초(楚)와 한(漢)으로 각각 되어 있다. 장기의 기물 중, 유일하게 각 편당 한개씩 되어 있다.

## 초기 배치
처음에 궁을 배치할때는 각각 25와 95에 차리게 된다.

## 기물의 이동
궁의 기본적인 행마법은 다음과 같다.
사(士)와 같이, 상하좌우 및 궁성의 간선을 따라 한칸씩 자유롭게 궁성 안에서 다닐 수 있다. 그러나 궁성을 벗어나지 못하기 때문에 움직임에 많이 한정되어 있다.

## 궁(장)의 가치
장기 대국중, 궁(장)을 잡으면 그자리에서 바로 승리를 하기 때문에, 다른 기물들에 비해서 기물의 가치가 절대적으로 가장 높다. 그렇기 때문에 항상 궁(장)이 외통수에 걸리지 않도록 늘 조심해야 한다.
또한 한국장기와 중국의 샹치의 경우 궁(장)을 보호하기 위한 용도로만 사용되는 사(士)라는 기물이 각 편의 궁마다 2개씩 딸려있으며 궁(장)은 사를 잘 활용하여 적의 공격을 방어해야 한다.
한으로 후수로 두는 사람은 기물 이외에도 1.5점을 덤으로 더 받는다.

## 샹치와의 차이점
- 한국식 장기에서는 궁이 궁성 안에서 직선이든 간선이든 상관없이 마음대로 한 칸씩 이동할 수 있으나, 샹치에서는 직선으로만 이동이 가능하다.
- 한국식 장기에서는 양측 궁 사이에 어떤 기물도 없이 서로 마주보게 되면 빅장이 되어 받아주면 비기나, 샹치에서는 왕장(왕끼리 서로 장군)이라 하여 먼저 마주보게 한 사람이 지게 된다.
- 한국식 장기에서는 초반 배치 위치가 궁 중앙에 위치하나, 샹치에서는 궁 끝단에 위치한다.

## 관련 용어
- 민궁 : 양사가 모두 잡혀서 궁만 남아 있는 상태를 말한다.
- 안궁 : 궁이 하선에 위치해서 안전을 도모하는 상태를 말하는 것이다.
- 천궁 : 안궁과는 반대로 궁이 면이나 귀에 위치해 있는 상태를 말하는 것으로, 상대방의 공격을 쉽게 받을 수 있는 데다가 피할 자리가 제한되어 있어서 나쁜 모양에 속한다. 그러나 초반에 농포작전 등을 위해 일부러 천궁하는 경우도 있다.